# Sandra Kim
Sandra Caldarone (* 15. října 1972), známá jako Sandra Kim, je belgická zpěvačka a vítězka pěvecké soutěž Eurovision Song Contest 1986 v norském Bergenu.

## Život
Narodila se v Montegnée u Lutychu. Její matka se živila jako kadeřnice. Její otec byl italský přistěhovalec z Torrebruna. Se zpěvem začala v sedmi letech.
V době svého vítězství v Eurovizi jí bylo pouhých 13 let, což z ní činí nejmladší vítězku soutěže, přestože text její písně „J'aime la vie“ („Miluji život“) naznačuje, že jí je 15 let. Švýcaři po odhalení jejího skutečného věku požádali o diskvalifikaci písně. Tato petice nakonec neuspěla a Kim se stala vítězkou. Ve stejném roce také reprezentovala Belgii na hudebním festivalu Yamaha v Tokiu na podzim roku 1986 a nazpívala titulní píseň pro francouzský animovaný televizní seriál Byl jednou jeden… život.
Její poprockové album Make Up vyšlo v květnu 2011.
V březnu 2023 byla hostující porotkyní v epizodě A deux c'est mieux belgické francouzskojazyčné televizní reality show Drag Race Belgique, kterou vysílala televize Tipik.
V roce 1994 se provdala za Oliviera Gerarda. O rok později se rozvedli. Od roku 2001 je vdaná za Jurgena Delangheho.

## Diskografie

### Studiová alba
- J'aime la vie (1986)
- Bien dans ma peau (1988)
- Balance tout (1991)
- Les Sixties (1993)
- Onvergetelijk (1997)
- Heel diep in mijn hart (1998)
- Make Up (2011)